# José Antonio Torres
General José Antonio de los Santos Torres Mendoza (San Pedro Piedra Gorda, Nueva Galicia, 2 de noviembre de 1760-Guadalajara, 23 de mayo de 1812), más conocido como el Amo Torres por haber sido administrador de la hacienda de Atotonilquillo en San Pedro Piedra Gorda, hoy ciudad Manuel Doblado, fue un militar insurgente que intervino en varias batallas independentistas en contra de los realistas españoles y que en 1810 se pone a las órdenes del cura Miguel Hidalgo quién le asigna 100 hombres y la misión de tomar Guadalajara, comandando un ejército insurgente derrotó a las tropas del jefe realista Tomás Ignacio Villaseñor en Zacoalco de Torres, para después tomar la ciudad de Guadalajara y entrar en ella de manera pacífica el 11 de noviembre de 1810, siendo bien recibido por los pobladores y posteriormente le ofreció la plaza a Miguel Hidalgo y Costilla quien la aceptó. Su hijo, José Antonio Torres Venegas, liberó la ciudad de Colima junto a Anastacio Brizuela, José Antonio Díaz e Ignacio Sandoval.
Nació en Monte Redondo, actualmente jurisdicción de Frías, pero entonces era de San Pedro Piedra Gorda el 2 de noviembre de 1760; sus padres Miguel de Torres y María Encarnación Mendoza, mestizos. No se sabe mucho de su infancia, pues quedó huérfano muy chico, como todos los campesinos pobres, vivió las fatigas agotadoras de sus contemporáneos compartiendo las injustas condiciones sociales de su tiempo; y a la vez aprendiendo del libro de la naturaleza que lo enseñó a ser comprensivo y tenaz. No solo por la inquietud propia de la adolescencia, sino para sobrevivir, muy joven se incorporó a uno de los tantos grupos de arrieros de las muchas recuas de mulas que cruzaban por esta región. En sus andanzas, donde más tiempo permaneció fue en Michoacán y Nueva Galicia, ahí hizo muchos amigos que le fueron de gran ayuda en su lucha libertaria.
Después de algunos años se asentó en San Pedro Piedra Gorda y luego pasó a ser administrador de la hacienda de Atotonilquillo. Radicándose dentro del territorio de la hacienda. Como consta por su acta correspondiente, el 30 de enero de 1788 se casó con doña Manuela Venegas, española de los Órganos. Engendraron 5 hijos, tres varones y dos mujeres. De ellos José Antonio y José Manuel se sumaron a la causa de la Independencia.

## Insurgencia

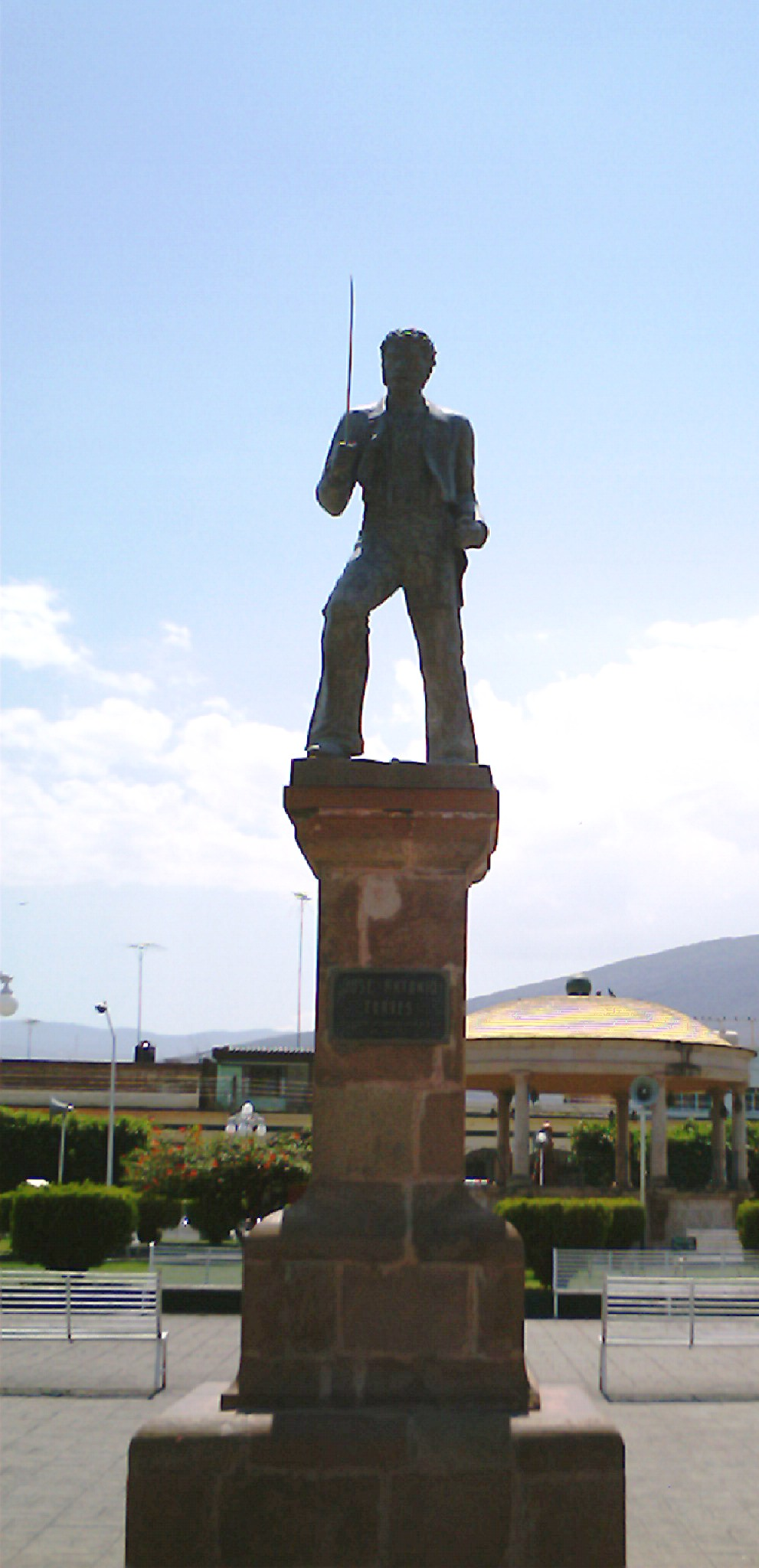
Estatua de José Antonio Torres en Zacoalco de Torres, Jalisco.

Fue el líder insurgente que logró tomar la ciudad de Guadalajara el 11 de noviembre de 1810, permitiendo así la entrada de Miguel Hidalgo a dicha ciudad el 26 de noviembre. Torres comisionó a José María Mercado para desplazarse a San Blas y Tepic. 
Ignacio Allende llegó a la ciudad de Guadalajara el 12 de diciembre. Reunidos los jefes insurgentes hicieron frente al ejército virreinal comandado por Félix María Calleja del Rey en la batalla del Puente de Calderón el 17 de enero de 1811. Torres fue el responsable de la artillería.  A pesar de tener una ventaja numérica, los insurgentes fueron vencidos por los realistas, al caer un petardo en el carretón de pólvora y municiones, originando una terrible explosión. Al enterarse de la aprehensión de los jefes insurgentes en Acatita de Baján, Coahuila, Torres propuso una expedición para liberarlos, pero Anaya y López Rayón se opusieron a dicho plan para salvaguardar al resto del ejército insurgente y mantener vivo el movimiento de independencia.
Dirigió a una pequeña fuerza de vanguardia durante la batalla del Puerto de Piñones, Coahuila, tuvo que ceder terreno hasta que el grueso de las tropas insurgentes llegaron al lugar para obtener la victoria. El 14 de abril venció al comandante realista Zambrano en el Campo del Grillo, acción que ayudó a la victoria de la toma de Zacatecas. Participó en la batalla del Maguey, lugar en donde fueron derrotados los insurgentes.
Torres siguió manteniendo la lucha independentista en la zona de Nueva Galicia y Michoacán. Confrontó en diversas ocasiones a las tropas de Pedro Celestino Negrete y José de la Cruz. Finalmente el teniente Antonio López Merino lo derrotó y capturó el 4 de abril de 1812 en la hacienda de Tupátaro (actual municipio de Cuerámaro, Guanajuato). Fue sentenciado a morir en la horca en Guadalajara el 23 de mayo, su cuerpo fue mutilado quedando expuesta su cabeza en el lugar del patíbulo durante cuarenta días, sus brazos fueron llevados a Zacoalco y Mexicaltzingo y sus piernas a las garitas de San Pedro y del Carmen.

### Reconocimiento
El municipio de Zacoalco, en Jalisco, tiene actualmente el nombre de Zacoalco de Torres en honor a este héroe de la Independencia de México, en donde existe una estatua a su memoria.